# Masterminds (2016)
Masterminds is een Amerikaanse komische misdaadfilm uit 2016 onder regie van Jared Hess. De film ging in première op 26 september 2016 in het TCL Chinese Theatre in Los Angeles.

## Verhaal
David rijdt als beveiliger samen met collega Kelly op een geldwagen. Het leven op de wagen is saai totdat hij wordt overgehaald om mee te doen aan een overval. In samenwerking met domme crimineel Steve krijgt David het voor elkaar om een bedrag van 17 miljoen dollar te stelen. Als David het geld overhandigt aan Steve gaat alles compleet mis. In korte tijd geeft Steve al het geld uit aan auto's, huizen en een borstvergroting voor zijn vrouw. David laat hij niet alleen met lege handen achter, ook stuurt Steve de gestoorde huurmoordenaar Mike op hem af. David die achtervolgd wordt door Mike en de FBI, ziet dat alleen een briljante mastermind hem nog kan redden.

## Rolverdeling
| Acteur               | Personage     |
| -------------------- | ------------- |
| Zach Galifianakis    | David Ghantt  |
| Owen Wilson          | Steve         |
| Kristen Wiig         | Kelly         |
| Kate McKinnon        | Jandice       |
| Leslie Jones         | Rechercheur   |
| Jason Sudeikis       | Mike McKinney |
| Mary Elizabeth Ellis | Michelle      |
| Ken Marino           | Doug          |
| Devin Ratray         | Runny         |
| Jon Daly             | Rechercheur   |